# Розшарування Зейферта

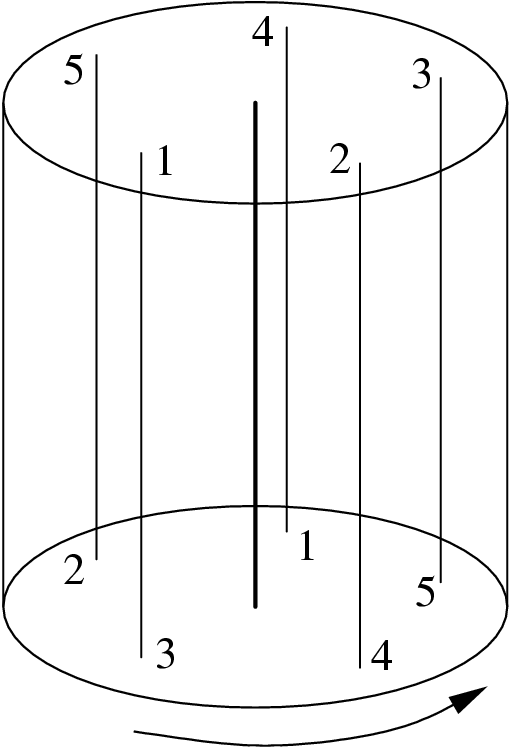
,

Розшарування Зейферта — тип узагальненого розшарування тривимірних многовидів на колі. Названо на честь Герберта Зейферта.

## Означення
Нехай {\displaystyle v} і {\displaystyle n} — взаємно прості цілі числа, {\displaystyle 0\leq v<n}. Відображення {\displaystyle g} — поворот диска {\displaystyle D^{2}} на кут {\displaystyle 2\pi v/n}. У добутку {\displaystyle D^{2}\times [0,1]} склеїмо кожну точку {\displaystyle (x,0)} з точкою {\displaystyle (g(x),1)}. Отримаємо {\displaystyle S^{1}}-розшарування повноторія.
Кожен шар в розшаруванні Зейферта має окіл з таким розшаруванням.
Образи відрізків {\displaystyle x\times [0,1]} в отриманому повноторії {\displaystyle D^{2}\times S^{1}}
складають шари, кожен шар, крім центрального, складається з {\displaystyle n} відрізків.
Якщо {\displaystyle v>0}, центральний шар називається особливим.

## Приклади
- Якщо на {\displaystyle M^{3}} діє коло {\displaystyle S^{1}} без нерухомих точок то орбіти дії утворюють розшарування Зейферта.
- Більш того, якщо {\displaystyle M^{3}} орієнтовний, то кожне розшарування Зейферта на {\displaystyle M^{3}} індукується такою дією {\displaystyle S^{1}}.

## Пов'язані означення
- Многовид Зейферта — многовид, що допускає розшарування Зейферта.